# モントセラトの旗
イギリスの海外領土であるモントセラトの旗は、1909年4月10日に制定された。左上部分（カントン）にユニオンジャックの入ったブルー・エンサインと呼ばれる旗をもととし、モントセラトの紋章を右側に配している。紋章に描かれている女性はエリン（Erin）というアイルランドを擬人化した人物像で、同じくアイルランドの象徴である金のハープを抱えている。これらは、モントセラトの人口がアイルランド系の入植者の末裔であることを示す。
モントセラトに派遣されている総督の旗は、ユニオンジャックの中央にモントセラトの紋章を配した旗である。

?縦横比2:3の別タイプ
モントセラト総督の旗